# Trừng phạt thân thể
Trừng phạt thân thể (corporal punishment) là các hành vi sử dụng vũ lực hay áp lực gây ra đau đớn về thể xác cho một cá nhân người nào đó nhưng không nhằm gây thương tích. Hành vi này được sử dụng như một hình thức kỷ luật, trừng phạt hoặc giáo dục. Tuy nhiên,dù được sử dụng rộng rãi nhưng nếu quá lạm dụng hoặc tiến hành dưới mức độ quá mức sẽ gây nguy hiểm, thậm chí nguy hiểm nghiêm trọng cho người bị phạt.

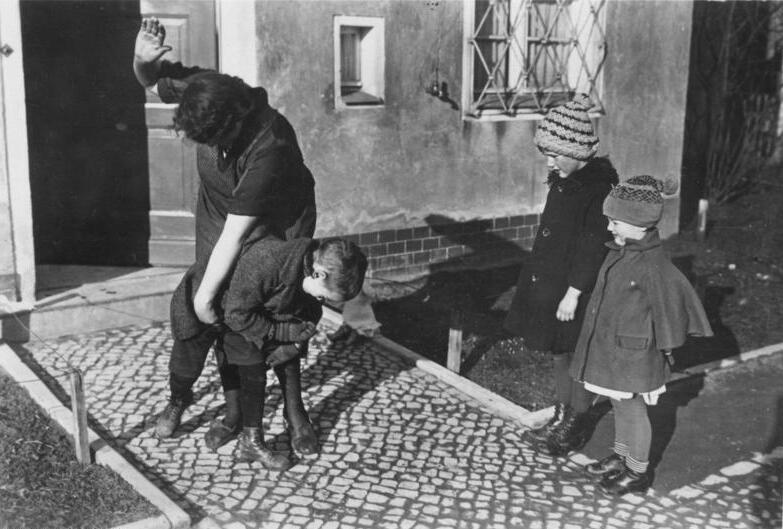
Em bé người Đức đang chịu hình phạt đánh đòn vào mông bằng tay được thực hiện bởi cha ruột

Trừng phạt thân thể từng được sử dụng nhiều trong quá khứ nhưng đã bị hạn chế nhiều trong giai đoạn gần đây vì các ảnh hưởng tiêu cực của việc lạm dụng quá mức các hình phạt thân thể. Nhiều hoạt động nhằm hạn chế hoặc chấm dứt các phương pháp trừng phạt thân thể, đặc biệt là trừng phạt thân thể trẻ em được tiến hành tại một số quốc gia để bảo vệ quyền trẻ em.

## Phân loại

### Theo phương pháp

#### Đánh đòn
Đánh đòn là hành động dùng tay hoặc các vật dụng như roi, gậy, dây da hay thắt lưng để đánh vào cơ thể của người bị phạt bằng một lực nhất định gây đau đớn. Mông là bộ phận thường được chọn để đánh vào vì có khả năng hồi phục nhanh và ít gây ảnh hưởng tới các bộ phận khác của cơ thể. Ngoài ra, đùi hay bắp chân cũng thường được chọn làm mục tiêu để đánh, một số bộ phận như lưng và vai cũng đôi khi được chọn để đánh. Hành vi đánh vào vùng nhạy cảm như đầu hay lòng bàn tay, bàn chân là hết sức nguy hiểm.

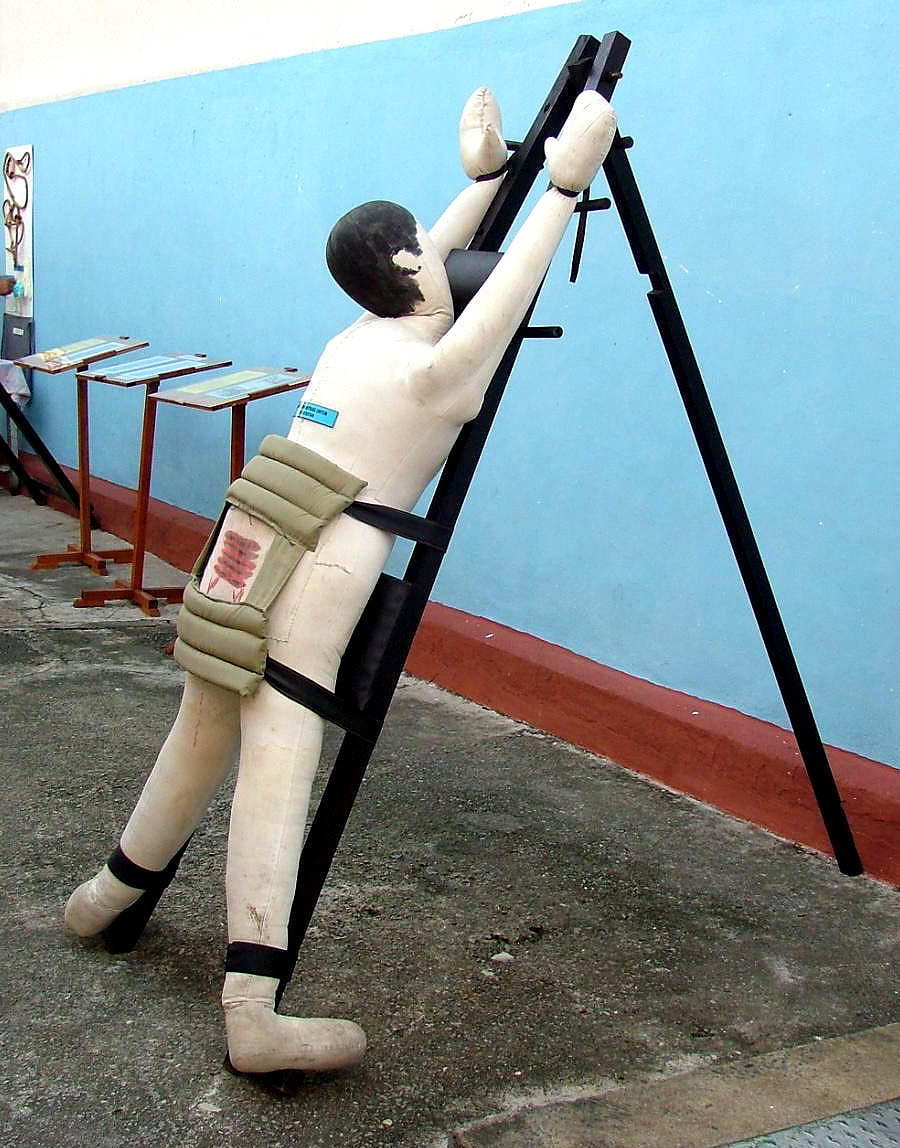
Hình nộm miêu tả cách mà các phạm nhân Malaysia phạm một số tội danh nhất định chấp hành hình phạt đánh đòn

Đánh đòn là hình phạt thân thể phổ biến do tính đơn giản, dễ thực hiện, hiệu quả tức thời và đa dạng trong phương pháp tiến hành.

##### Dụng cụ
Các dụng cụ dùng đánh đòn một người thường gặp là: các loại roi (roi mây, roi da, roi ngựa), thước, dây da, hoặc các loại cây gỗ cứng hoặc dẻo. Hình dạng và tính chất sự đau đớn gây ra phụ thuộc tính chất của dụng cụ.

#### Khác
Các phương pháp khác ít gặp hơn cũng thường được sử dụng để phạt như:quỳ vỏ mít, véo tai, quỳ gối hay đừng dưới nắng,...

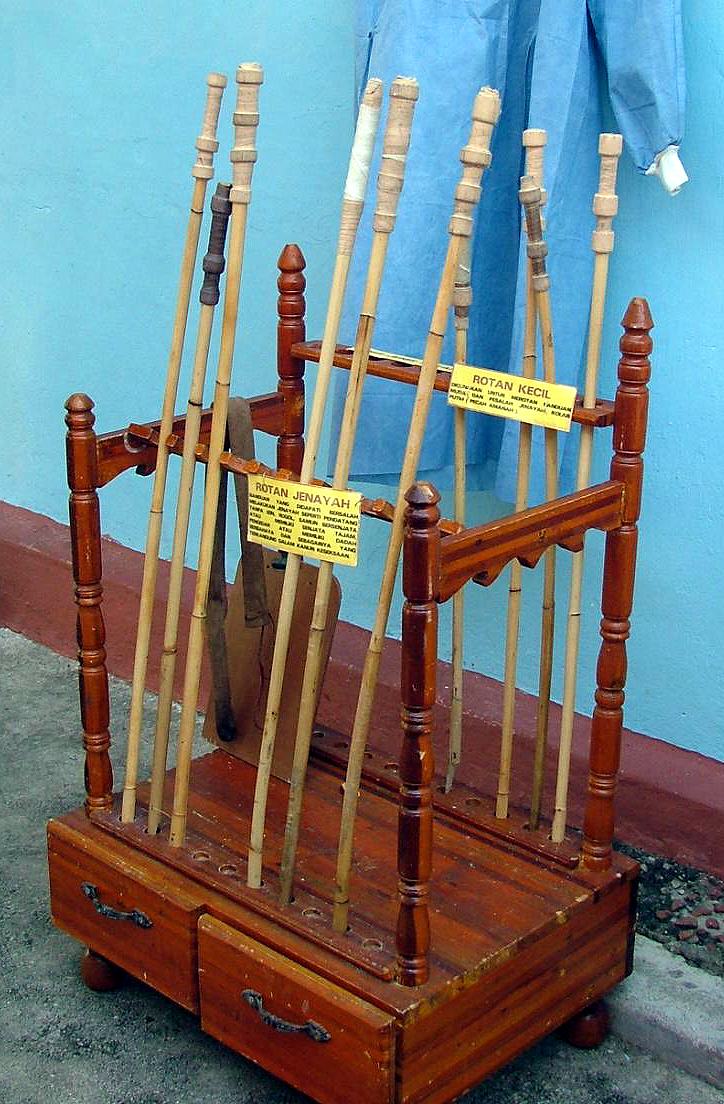
Roi mây - một dụng cụ phổ biến thường dùng đánh đòn

### Theo tính chất
Trừng phạt thân thể thường chia làm ba loại chính:
- Parental or domestic corporal punishment (Gia đình): thực hiện trong nội bộ gia đình (Ví dụ: Bố mẹ hay người bảo hộ đánh đòn con cái);
- School corporal punishment (Trường học): Trong các môi trường học tập (Ví dụ: Thầy cô đánh đòn học sinh, cấp trên đánh đòn quân lính,...);
- Judicial corporal punishment (Pháp luật):Tiến hành một cách chính thức dưới sự chỉ đạo của một chính quyền hay một người, cơ quan có thẩm quyền như một hình phạt cho một tội ác nào đó. (Ví dụ: Quan xử trượng hình (đánh đòn bằng trượng) một phạm nhân, một phạm nhân bị kết án đánh đòn bởi tòa án,...).Singapore và Brunei là hai nước tiêu biểu áp dụng công khai hình phạt đánh đòn bằng roi cho các phạm nhân của các nước này.